# Maesa reflexa
Maesa reflexa är en viveväxtart som beskrevs av T.M.A. Utteridge och R.M.K. Saunders. Maesa reflexa ingår i släktet Maesa och familjen viveväxter. Inga underarter finns listade i Catalogue of Life.